# Dodatkový protokol k Úmluvě o počítačové kriminalitě
Dodatkový protokol k Úmluvě o počítačové kriminalitě, týkající se kriminalizace činů rasistické a xenofobní povahy spáchaných prostřednictvím počítačových systémů, je dodatkovým protokolem k Úmluvě Rady Evropy o počítačové kriminalitě. Tento dodatkový protokol byl předmětem jednání koncem roku 2001 a začátkem roku 2002. Konečné znění tohoto protokolu bylo přijato Výborem ministrů Rady Evropy 7. listopadu 2002 pod názvem „Dodatkový protokol k Úmluvě o počítačové kriminalitě, týkající se kriminalizace činů rasistické a xenofobní povahy spáchaných prostřednictvím počítačových systémů (ETS č. 189)“ („Protokol“). Protokol byl otevřen dne 28. ledna 2003 a vstoupil v platnost 1. března 2006. K lednu 2025 protokol ratifikovalo 37 států a dalších 10 jej podepsalo, ale ještě neratifikovalo.
Protokol požaduje, aby účastnické státy kriminalizovaly šíření rasistického a xenofobního materiálu prostřednictvím počítačových systémů, stejně jako rasisticky a xenofobně motivované hrozby a urážky. Článek 6, oddíl 1 Protokolu konkrétně pokrývá popírání holocaustu a jiných genocid uznaných jako takové jinými mezinárodními soudy zřízenými od roku 1945 příslušnými mezinárodními právními nástroji. Oddíl 2 článku 6 umožňuje smluvní straně protokolu podle vlastního uvážení stíhat pouze tehdy, je-li trestný čin spáchán s úmyslem podněcovat k nenávisti, diskriminaci nebo násilí; nebo využít výhradu tím, že umožní straně neuplatňovat – zcela nebo zčásti – článek 6.
Vysvětlující zpráva Rady Evropy k Protokolu uvádí, že „Evropský soud pro lidská práva dal jasně najevo, že popírání nebo revize jasně stanovených historických faktů – jako je holocaust –… by byly vyjmuty z ochrany článku 10 podle článku 17' EÚLP (viz v této souvislosti rozsudek Lehideux a Isorni ze dne 23. září 1998)“.
Dne 8. července 2005 se Kanada stala prvním neevropským státem, který úmluvu podepsal. Vláda Spojených států se nedomnívá, že konečná verze protokolu je v souladu s ústavními zárukami Spojených států, a informovala Radu Evropy, že se Spojené státy nestanou smluvní stranou protokolu.